# جوان كامبينس
جوان كامبينس (24 يونيو 1995 بميورقة في إسبانيا - ) (بالإسبانية: Joan Campins Vidal)‏ هو لاعب كرة قدم إسباني في مركز الدفاع. شارك مع منتخب إسبانيا تحت 19 سنة لكرة القدم. أما مع النوادي، فقد لعب مع ريال سرقسطة وريال مايوركا ب وريال مايوركا ونادي برشلونة ب ونادي برشلونة.

## وصلات خارجية
- جوان كامبينس على موقع الاتحاد الأوربي (الإنجليزية)
- جوان كامبينس على موقع قاعدة بيانات كرة القدم.إي يو (الإنجليزية)
- جوان كامبينس على موقع Soccerbase.com (لاعب) (الإنجليزية)
- جوان كامبينس على موقع Soccerway.com (الإنجليزية)
- جوان كامبينس على موقع عالم كرة القدم.نت (الإنجليزية)
- جوان كامبينس على موقع AS.com (الإسبانية)